# Pedro Olivieri
Pedro Olivieri Casaretto (Montevideo, 20 de marzo de 1892) fue un futbolista y entrenador de fútbol uruguayo.

## Carrera
Nacido en Uruguay. Fue un jugador reconocido en su país en la década de 1920. Después de su retiro, trabajó como entrenador para varios clubes en su país y en el extranjero. Además, fue director técnico de las selecciones de Uruguay y Perú. En 1937, fue entrenador de Nacional de Uruguay.

## Clubes

### Como jugador
| Club        | País      | Año       |
| ----------- | --------- | --------- |
| Belgrano    | Argentina | 1909      |
| Libertad    | Uruguay   | 1910-1912 |
| River Plate | Argentina | 1913      |
| Nacional    | Uruguay   | 1914-1922 |

### Como entrenador
| Club                      | País    | Año       |
| ------------------------- | ------- | --------- |
| Selección Uruguaya        | Uruguay | 1922-1923 |
| Circolo Sportivo Italiano | Perú    | 1926      |
| Selección Peruana         | Perú    | 1927-1928 |
| Hidroaviación             | Perú    | 1929      |
| Libertad                  | Uruguay | 1935      |
| Nacional                  | Uruguay | 1937      |
| Central Español           | Uruguay | 1938      |

## Estadísticas

### Clubes
| Club                | Div.                | Temporada           | Liga  | Liga  | Copas Nacionales | Copas Nacionales | Copas Internacionales | Copas Internacionales | Amistosos | Amistosos | Total | Total |
| Club                | Div.                | Temporada           | Part. | Goles | Part.            | Goles            | Part.                 | Goles                 | Part.     | Goles     | Part. | Goles |
| ------------------- | ------------------- | ------------------- | ----- | ----- | ---------------- | ---------------- | --------------------- | --------------------- | --------- | --------- | ----- | ----- |
| Nacional · Uruguay  | 1.ª                 | 1914                | 16    | 1     | 3                | 0                | -                     | -                     | 5         | 0         | 24    | 1     |
| Nacional · Uruguay  | 1.ª                 | 1915                | 21    | 2     | 7                | 0                | -                     | -                     | 6         | 1         | 34    | 3     |
| Nacional · Uruguay  | 1.ª                 | 1916                | 18    | 0     | 2                | 0                | 1                     | 0                     | 8         | 1         | 29    | 1     |
| Nacional · Uruguay  | 1.ª                 | 1917                | 20    | 0     | 5                | 0                | -                     | -                     | 2         | 0         | 27    | 0     |
| Nacional · Uruguay  | 1.ª                 | 1918                | 20    | 3     | 3                | 0                | 2                     | 0                     | 5         | 1         | 30    | 4     |
| Nacional · Uruguay  | 1.ª                 | 1919                | 11    | 0     | 5                | 0                | 1                     | 0                     | 5         | 2         | 23    | 2     |
| Nacional · Uruguay  | 1.ª                 | 1920                | 18    | 1     | 5                | 0                | 1                     | 0                     | 6         | 0         | 30    | 1     |
| Nacional · Uruguay  | 1.ª                 | 1921                | 11    | 0     | -                | -                | -                     | -                     | 5         | 0         | 16    | 0     |
| Nacional · Uruguay  | 1.ª                 | 1922                | 2     | 0     | 1                | 0                | -                     | -                     | 1         | 0         | 4     | 0     |
| Nacional · Uruguay  | Total               | Total               | 137   | 7     | 31               | 0                | 5                     | 0                     | 43        | 5         | 216   | 12    |
| Total en su carrera | Total en su carrera | Total en su carrera | 137   | 7     | 31               | 0                | 5                     | 0                     | 43        | 5         | 216   | 12    |